# Dornes
Dornes és un municipi francès, situat al departament del Nièvre i a la regió de Borgonya - Franc Comtat. L'any 2007 tenia 1.312 habitants.

## Demografia

### Població
El 2007 la població de fet de Dornes era de 1.312 persones. Hi havia 591 famílies, de les quals 202 eren unipersonals (95 homes vivint sols i 107 dones vivint soles), 210 parelles sense fills, 159 parelles amb fills i 20 famílies monoparentals amb fills.
La població ha evolucionat segons el següent gràfic:
Habitants censats

### Habitatges
El 2007 hi havia 682 habitatges, 593 eren l'habitatge principal de la família, 46 eren segones residències i 44 estaven desocupats. 616 eren cases i 51 eren apartaments. Dels 593 habitatges principals, 399 estaven ocupats pels seus propietaris, 173 estaven llogats i ocupats pels llogaters i 20 estaven cedits a títol gratuït; 16 tenien una cambra, 43 en tenien dues, 111 en tenien tres, 189 en tenien quatre i 234 en tenien cinc o més. 436 habitatges disposaven pel capbaix d'una plaça de pàrquing. A 246 habitatges hi havia un automòbil i a 265 n'hi havia dos o més.

### Piràmide de població
La piràmide de població per edats i sexe el 2009 era:
| Homes | Edats   | Dones |
| ----- | ------- | ----- |
| 0     | 95 o +  | 0     |
| 8     | 90 a 94 | 12    |
| 0     | 85 a 89 | 44    |
| 4     | 80 a 84 | 12    |
| 48    | 75 a 79 | 28    |
| 28    | 70 a 74 | 44    |
| 56    | 65 a 69 | 32    |
| 40    | 60 a 64 | 48    |
| 20    | 55 a 59 | 48    |
| 28    | 50 a 54 | 28    |
| 16    | 45 a 49 | 20    |
| 52    | 40 a 44 | 32    |
| 44    | 35 a 39 | 44    |
| 80    | 30 a 34 | 52    |
| 12    | 25 a 29 | 40    |
| 8     | 20 a 24 | 28    |
| 20    | 15 a 19 | 16    |
| 28    | 10 a 14 | 44    |
| 16    | 5 a 9   | 68    |
| 48    | 0 a 4   | 20    |

## Economia
El 2007 la població en edat de treballar era de 779 persones, 548 eren actives i 231 eren inactives. De les 548 persones actives 510 estaven ocupades (270 homes i 240 dones) i 38 estaven aturades (12 homes i 26 dones). De les 231 persones inactives 93 estaven jubilades, 60 estaven estudiant i 78 estaven classificades com a «altres inactius».

### Ingressos
El 2009 a Dornes hi havia 580 unitats fiscals que integraven 1.278 persones, la mediana anual d'ingressos fiscals per persona era de 15.282,5 €.

### Activitats econòmiques
Dels 52 establiments que hi havia el 2007, 2 eren d'empreses alimentàries, 1 d'una empresa de fabricació d'altres productes industrials, 13 d'empreses de construcció, 12 d'empreses de comerç i reparació d'automòbils, 4 d'empreses de transport, 5 d'empreses d'hostatgeria i restauració, 1 d'una empresa financera, 1 d'una empresa immobiliària, 5 d'empreses de serveis, 4 d'entitats de l'administració pública i 4 d'empreses classificades com a «altres activitats de serveis».
Dels 24 establiments de servei als particulars que hi havia el 2009, 1 era una oficina d'administració d'Hisenda pública, 1 gendarmeria, 1 oficina de correu, 1 una oficina bancària, 1 funerària, 2 tallers de reparació d'automòbils i de material agrícola, 1 autoescola, 1 paleta, 2 guixaires pintors, 3 lampisteries, 4 electricistes, 3 perruqueries, 1 veterinari, 1 restaurant i 1 agència immobiliària.
Dels 5 establiments comercials que hi havia el 2009, 1 era una gran superfície de material de bricolatge, 2 fleques, 1 una fleca i 1 una botiga de material de revestiment de parets i terra.
L'any 2000 a Dornes hi havia 40 explotacions agrícoles que ocupaven un total de 2.208 hectàrees.

## Equipaments sanitaris i escolars
L'únic equipament sanitari que hi havia el 2009 era una farmàcia.
El 2009 hi havia una escola elemental. Dornes disposava d'un col·legi d'educació secundària amb 193 alumnes.

## Poblacions més properes
El següent diagrama mostra les poblacions més properes.